# Pauline Knof
Pauline Knof, gebürtige Pauline von Schnitzler (* 27. Juni 1980 in Ost-Berlin), ist eine deutsche Theater- und Filmschauspielerin.

## Leben
Pauline Knof entstammt einer Theaterfamilie: Ihre Eltern Barbara Schnitzler und Dieter Mann sowie ihre Großmutter Inge Keller waren Schauspieler und u. a. am Deutschen Theater Berlin tätig. Ihr Großvater war Karl-Eduard von Schnitzler aus der Kölner Bankiersfamilie Schnitzler.
Knof wuchs am Berliner Alexanderplatz auf. Im Alter von fünf Jahren begann sie, Klavierspielen zu lernen und nahm ab dem 13. Lebensjahr Ballett- und Gesangsunterricht. Sie wurde für den Film von ihrem Stiefvater, dem Fernsehregisseur Michael Knof, entdeckt: In der Reihe Polizeiruf 110 hatte sie 1998 die Hauptrolle in Folge 200, Kleiner Engel. Ihre Ausbildung absolvierte sie nach dem Abitur von 2000 bis 2004 an der Hochschule für Musik und Theater Rostock. Beim Schauspielschultreffen 2003 in Graz erhielt sie den Solopreis für ihre Darstellung der Esther im Stück Victor oder die Kinder an der Macht. Während des Studiums stand sie am Volkstheater Rostock auf der Bühne.
Von 2004 bis 2009 war Knof Ensemblemitglied des Burgtheaters Wien, bis 2019 war sie dort auch weiterhin als Gast engagiert. Im Sommer 2012 debütierte sie bei den Salzburger Festspielen als Prinzessin Natalie von Oranien in Kleists Prinz Friedrich von Homburg in der Inszenierung von Andrea Breth, die danach auch am Burgtheater zu sehen war. Von 2013 bis 2019 spielte sie dort auch die Cordelia an der Seite von Klaus Maria Brandauer in Peter Steins Inszenierung von König Lear. Sie war außerdem am Schauspiel Köln, am Düsseldorfer Schauspielhaus und am Staatstheater Stuttgart engagiert. Von der Spielzeit 2015/16 an bis 2020/21 gehörte sie zum Ensemble des Theaters in der Josefstadt. Im Sommer 2020 spielte sie erneut bei den Salzburger Festspielen und übernahm beim einhundertjährigen Jubiläum des Jedermann die Rolle „Schuldknechts Weib“. Seit der Spielzeit 2022/2023 ist sie Teil des Berliner Ensemble.
Im Fernsehen spielte Knof in mehreren Folgen der Reihe Polizeiruf 110 sowie in verschiedenen Fernsehfilmen.
Pauline Knof lebt in Berlin.

## Filmografie (Auswahl)
- 1998: Polizeiruf 110 – Kleiner Engel (Fernsehserie)
- 2001: Polizeiruf 110 – Bei Klingelzeichen Mord (Fernsehserie)
- 2003: Stubbe – Von Fall zu Fall (Fernsehserie, Folge Opfer im Zwielicht)
- 2004: Ein einsames Haus am See (Fernsehfilm) Regie: Sigi Rothemund
- 2004: Die Blindgänger; (Kinofilm)
- 2004: Eistag (Kurzfilm) Regie: Florian Cossen
- 2005: Durch Liebe erlöst – Das Geheimnis des roten Hauses (Fernsehfilm) Regie: Jörg Grünler
- 2006: Polizeiruf 110 – Kleine Frau (Fernsehserie)
- 2006: König der Herzen (Fernsehfilm)
- 2007: Lilly Schönauer (Fernsehreihe, Folge Umweg ins Glück)
- 2007: Kommissar Stolberg (Fernsehserie, Folge Der Sonnenkönig)
- 2008: Liebe, Babys und ein großes Herz (Fernsehreihe, Folge Das Versprechen)
- 2009: Vorher/Nachher (Kurzfilm) Regie: Sonja Krajewski
- 2009: Island – Herzen im Eis (Fernsehfilm) Regie: Michael Steinke
- 2010: Da kommt Kalle (Fernsehserie, Folge Der Mann im Baum)
- 2010: SOKO Köln (Fernsehserie, Folge Krieg im Kleingarten)
- 2012: Küstenwache (Fernsehserie, Folge Der eiserne Seehund)
- 2012: Die Reichsgründung / Die nervöse Großmacht (Fernseh-Mehrteiler)
- 2014: SOKO Kitzbühel (Fernsehserie, Folge Feine Gesellschaft)
- 2014: Der Anständige / The Decent One (Kino-Dokumentarfilm)
- 2015: Der Fall Barschel (Fernseh-Zweiteiler)
- 2015: Dämmerung über Burma (Fernsehfilm) Regie: Sabine Derflinger
- 2015: SOKO Donau (Fernsehserie, Folge Vor aller Augen)
- 2018: Teufelsmoor (Fernsehfilm) Regie: Brigitte Maria Bertele
- 2018: SOKO Wismar (Fernsehserie, Folge Spurlos)
- 2018: Team 13 – Freundschaft zählt (Fernsehserie, 5 Folgen) Regie: Mario Zozin
- 2018: Der Kriminalist (Fernsehserie, Folge Pick-up-Artist)
- 2019: Krauses Hoffnung (Fernsehfilm)
- 2020: Krauses Umzug (Fernsehfilm)
- 2020: In aller Freundschaft – Die jungen Ärzte (Fernsehserie, Folge Geplatzte Träume)
- 2021: Krauses Zukunft (Fernsehfilm)
- 2022: Honecker und der Pastor (Fernsehfilm)
- 2022: WaPo Berlin (Fernsehserie, Folge Die 23 mit Koriander)
- 2022: Der Schiffsarzt (Fernsehserie)
- 2022: Krauses Weihnacht (Fernsehfilm)
- 2023: Morden im Norden (Fernsehserie, Folge Gestohlenes Glück)
- 2023: Praxis mit Meerblick – Dornröschen (Fernsehfilm)
- 2024: Jenseits der blauen Grenze (Kinofilm)
- 2024: Mels Block (Fernsehfilm Das kleine Fernsehspiel)  Regie: Mark Sterkiker
- 2025: In aller Freundschaft (Fernsehserie, Folge Eigene Wünsche)

## Theater (Auswahl)
| 2002: | Germania – Heiner-Müller-Projekt                         | Regie: Lutz Graf                          | Volkstheater Rostock                |
| 2003: | Beate Stenzel in Swinging St.Pauli (Musical)             | Regie: Johanna Schall                     | Volkstheater Rostock                |
| 2004: | Mozart Werke Ges.m.b.H.                                  | Regie: Franz Wittenbrink                  | Burgtheater                         |
| 2005: | Anja in Der Kirschgarten                                 | Regie: Andrea Breth                       | Burgtheater                         |
| 2005: | Sie in Pas de Deux                                       | Regie: Barbara Nowotny                    | Burgtheater                         |
| 2005: | Franziska in Minna von Barnhelm                          | Regie: Andrea Breth                       | Burgtheater                         |
| 2006: | Das Bett ist zu kurz                                     | Regie: Barbara Nowotny                    | Burgtheater                         |
| 2006: | Die Weihnachtsgans Auguste, Soloprogramm                 | Regie: Barbara Nowotny                    | Burgtheater                         |
| 2007: | Hermia in Ein Sommernachtstraum                          | Regie: Theu Boermans                      | Burgtheater                         |
| 2007: | Schwarze Jungfrauen                                      | Regie: Lars-Ole Walburg                   | Burgtheater                         |
| 2007: | Thekla in Wallenstein                                    | Regie: Thomas Langhoff                    | Burgtheater                         |
| 2008: | Plus Nullkommafünf Windstill                             | Regie: Cornelia Rainer                    | Burgtheater                         |
| 2008: | Alexander Pope, Der Lockenraub                           | (Lesung, Klavier: Herbert Schuch)         | Wiener Konzerthaus                  |
| 2008: | Schöner Lügen – Hochstapler bekennen                     | Regie: Bastian Kraft                      | Burgtheater                         |
| 2009: | Explodiert                                               | Regie: Cornelia Rainer                    | Burgtheater                         |
| 2009: | Elektra in Meine Elektra                                 | Regie: Barbara Nowotny                    | Burgtheater                         |
| 2009: | So leben wir und nehmen immer Abschied                   | Regie: Franz Wittenbrink                  | Burgtheater                         |
| 2009: | Jean-Jacques Rousseau, Die Bekenntnisse                  | (Lesung, Klavier: Nataša Veljković)       | Wiener Konzerthaus                  |
| 2009: | Stendhal, Über die Liebe                                 | (Lesung, Klavier: Stefan Stroissnig)      | Wiener Konzerthaus                  |
| 2010: | Stella in Endstation Sehnsucht                           | Regie: Stephan Rottkamp                   | Düsseldorfer Schauspielhaus         |
| 2010: | Jeanne in Verbrennungen                                  | Regie: Anna Badora                        | Schauspielhaus Graz                 |
| 2010: | Margot in Bekannte Gesichter, gemischte Gefühle          | Regie: Stephan Rottkamp                   | Düsseldorfer Schauspielhaus         |
| 2011: | Grete in Der blaue Boll                                  | Regie: Stephan Rottkamp                   | Staatstheater Stuttgart             |
| 2011: | Theodor Storm, Pole Poppenspäler                         | (Lesung, Klavier: Christoph Berner)       | Wiener Konzerthaus                  |
| 2012: | Anna Mahr in Einsame Menschen                            | Regie: Janusz Kica                        | Landestheater Niederösterreich      |
| 2012: | Sian in Wastwater                                        | Regie: Dieter Giesing                     | Schauspiel Köln                     |
| 2012: | Prinzessin Natalie in Prinz Friedrich von Homburg        | Regie: Andrea Breth                       | Salzburger Festspiele / Burgtheater |
| 2012: | Lady Windermere in Lady Windermeres Fächer               | Regie: Janusz Kica                        | Theater in der Josefstadt           |
| 2013: | Iwan Gontscharow, „Oblomows Traum“                       | (Lesung, Klavier Severin von Eckardstein) | Wiener Konzerthaus                  |
| 2013: | Cordelia in König Lear                                   | Regie: Peter Stein                        | Burgtheater                         |
| 2015: | Marianne in Geschichten aus dem Wienerwald               | Regie: Lore Stefanek                      | Stadttheater Klagenfurt             |
| 2015: | Bettina in Vor Sonnenuntergang                           | Regie: Janusz Kica                        | Theater in der Josefstadt           |
| 2015: | Lucienne Vatelin in „Der Gockel“                         | Regie: Josef Ernst Köpplinger             | Theater in der Josefstadt           |
| 2016: | Jacqueline in „La Cage aux Folles“                       | Regie: Werner Sobotka                     | Theater in der Josefstadt           |
| 2016: | Antoinette in Der Schwierige                             | Regie: Janusz Kica                        | Theater in der Josefstadt           |
| 2017: | Margret Wittmer in „Galapagos“                           | Regie: Stephanie Mohr                     | Theater in der Josefstadt           |
| 2017: | Leontine in „Wie man Hasen jagt“                         | Regie: Folke Braband                      | Theater in der Josefstadt           |
| 2017: | Pilotin Lara Koch in „Terror“                            | Regie: Julian Pölsler                     | Theater in der Josefstadt           |
| 2018: | Ganymed:nature                                           | Regie: Jacqueline Kornmüller              | Kunsthistorisches Museum Wien       |
| 2018: | Helene Schwaiger in In der Löwengrube                    | Regie: Stephanie Mohr                     | Theater in der Josefstadt           |
| 2018: | Pierrette in „8 Frauen“                                  | Regie: Herbert Föttinger                  | Theater in der Josefstadt           |
| 2019: | Marianne in Jacobowsky und der Oberst                    | Regie:Janusz Kica                         | Theater in der Josefstadt           |
| 2019: | Kathi Slama/Eva Demant in Radetzkymarsch                 | Regie: Elmar Goerden                      | Theater in der Josefstadt           |
| 2019: | Etelka von Stangeler in „Die Strudlhofstiege“            | Regie: Janusz Kica                        | Theater in der Josefstadt           |
| 2020: | Schuldknechts Weib in Jedermann                          | Regie: Michael Sturminger                 | Salzburger Festspiele               |
| 2022: | Anna Trautwein in Exil                                   | Regie: Luk Perceval                       | Berliner Ensemble                   |
| 2022: | Autorin / Writer in „The Writer“                         | Regie: Fritzi Wartenberg                  | Berliner Ensemble                   |
| 2023: | „Das Ereignis“                                           | Regie: Laura Linnenbaum                   | Berliner Ensemble                   |
| 2023: | Attaché/Kuhmädchen in Herr Puntila und sein Knecht Matti | Regie: Christina Tscharyiski              | Berliner Ensemble                   |
| 2023: | Insomnia                                                 | Regie: Heiki Riipinen                     | Berliner Ensemble                   |
| 2023: | Julia in „1984“                                          | Regie: Luk Perceval                       | Berliner Ensemble                   |
| 2024: | Olga in Die schmutzigen Hände                            | Regie: Mateja Koležnik                    | Berliner Ensemble                   |
| 2024: | Hedda in Hedda Gabler                                    | Regie: Heiki Riipinen                     | Berliner Ensemble                   |
| 2024: | RCE – Remote Code Execution                              | Regie: Kay Voges                          | Berliner Ensemble                   |
| 2024: | Kleiner Mann – was nun?                                  | Regie: Frank Castorf                      | Berliner Ensemble                   |
| 2024: | Babette in Biedermann und die Brandstifter               | Regie: Fritzi Wartenberg                  | Berliner Ensemble                   |
| 2025: | Sabina in „Die Verstreuten“                              | Regie: Laura Linnenbaum                   | Berliner Ensemble                   |